# 费尔克
费尔克（法語：Ferques，法語發音：[fɛʁk]）是法国上法蘭西大區加来海峡省的一个市镇，属于滨海布洛涅区。

## 地理
费尔克（50°49'45"N, 1°45'36"E）面积8.97 平方千米，位于法国上法蘭西大區加来海峡省，该省份为法国北部沿海省份，西北濒北海，南至索姆省，东临北部省。
与费尔克接壤的市镇（或旧市镇、城区）包括：北朗德勒坦、勒布兰冈、勒兰冈-贝尔讷、马基斯、雷蒂、兰克桑、卡菲耶、菲耶讷。

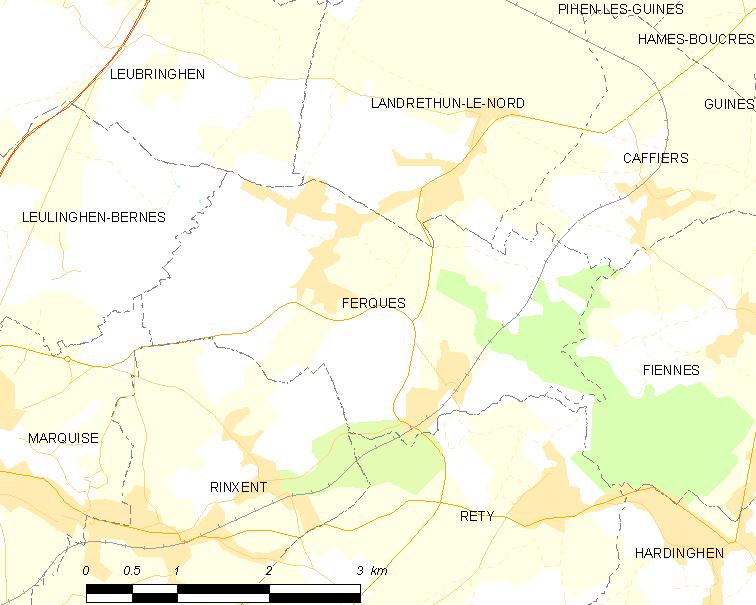
费尔克的OSM定位图

费尔克的时区为UTC+01:00、UTC+02:00（夏令时）。

## 行政
费尔克的邮政编码为62250，INSEE市镇编码为62329。

## 政治
费尔克所属的省级选区为代夫勒县。

## 人口

1962-2008年间费尔克人口变化图示

费尔克于2022年1月1日时的人口数量为1788人。